# 動物收容所

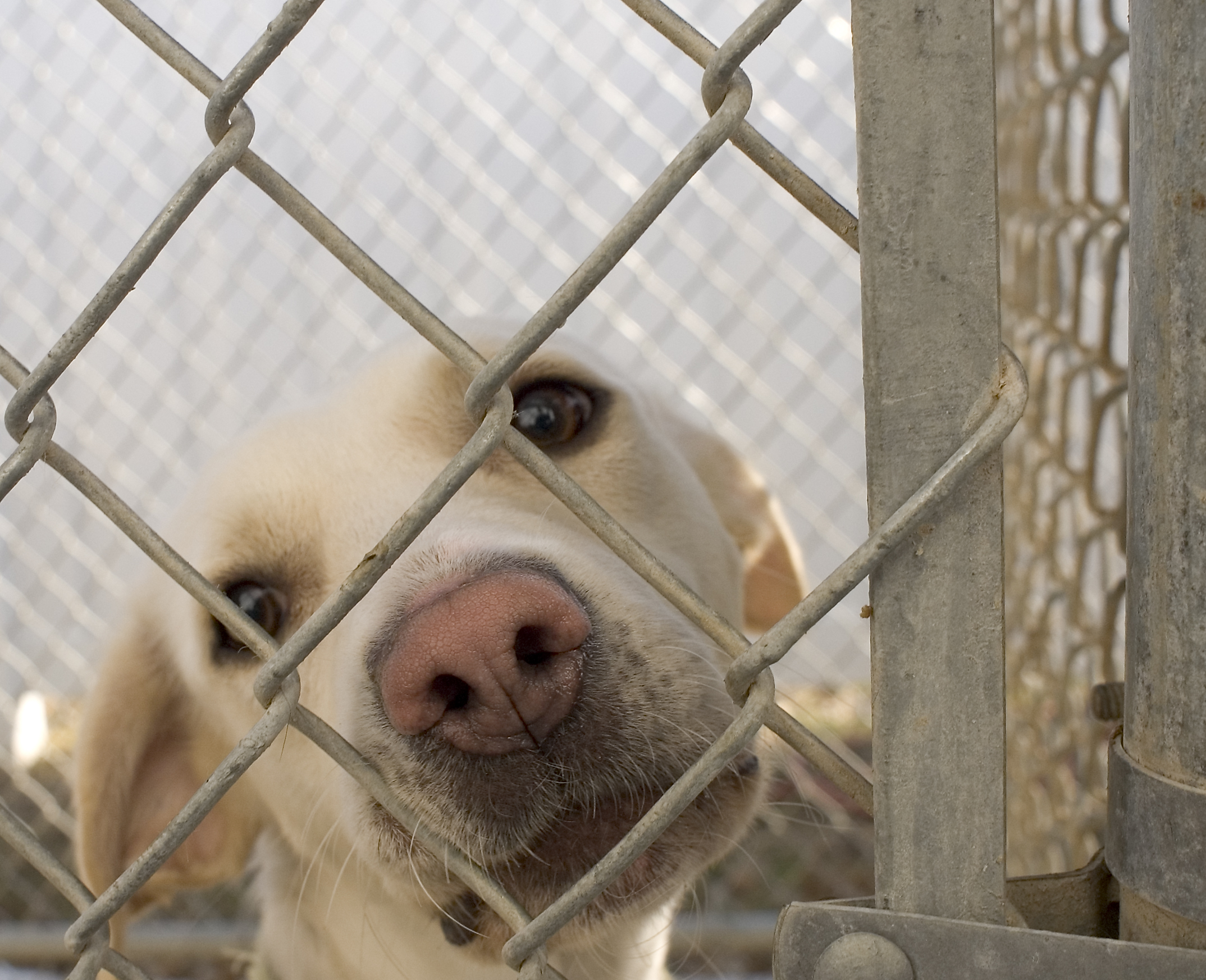
美國愛荷華州的動物收容所

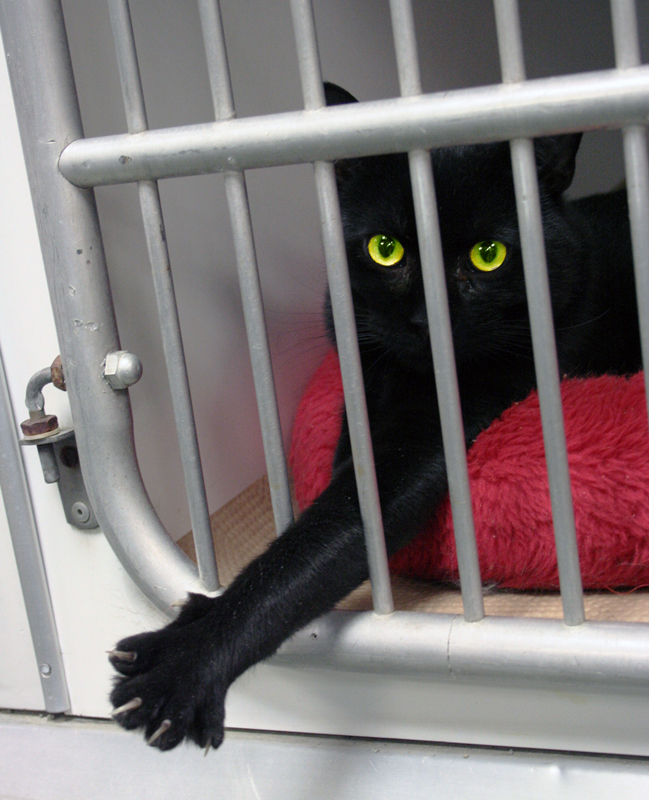
正等待領養的貓

動物收容所，是專門收留走失、被遺棄或流浪动物的場所。大部分動物收容所只會暫留動物7至14天，期間會為動物提供生活基本的需要，包括食水、醫療和容身之所。如果等待不及飼主領回，或未能得到新主人前來領養，這些動物多數會被人道毀滅，只有少數國家立法禁止殺掉流浪犬隻。台灣導演九把刀於2013年就曾以動物收容所為提材，拍下《十二夜》這電影，講述流浪狗在無人認養的情況下，度過牠們生命最後十二天的故事。